# 梅利莎·莫道薩米
梅利莎·莫道薩米（1997年10月18日—）是一名阿爾及利亞女子劍擊運動員，曾代表國家參加2012年倫敦奧運的女子個人佩劍比賽，結果在第一輪遭淘汰，並未獲得獎牌。